# Kankanawadi, Raybag
Kankanawadi là một làng thuộc tehsil Raybag, huyện Belgaum, bang Karnataka, Ấn Độ.